# Colpodonta pimienta
Colpodonta pimienta är en fjärilsart som beskrevs av Paul Dognin 1894. Colpodonta pimienta ingår i släktet Colpodonta och familjen mätare. Inga underarter finns listade i Catalogue of Life.